# Зеленополье (Донецкая область)
Зеленопо́лье (укр. Зеленопілля) — посёлок в Бахмутской городской общине Бахмутского района Донецкой области Украины.
Население по переписи 2001 года составляло 316 человек. Почтовый индекс — 84751. Телефонный код — 6274.